# Corchorus chrozophorifolius
Corchorus chrozophorifolius là một loài thực vật có hoa trong họ Cẩm quỳ. Loài này được (Baill.) Burret mô tả khoa học đầu tiên năm 1934.